# Марія Приц
Марія Приц  (швед. Maria Prytz, 18 жовтня 1976) — шведська керлінгістка, олімпійська медалістка, призерка чемпіонатів світу, триразова чемпіонка Європи. 
Грає четвертою у шведській національній команді. 

## Виступи на Олімпіадах
| Олімпіада | Дисципліна | Місце |
| --------- | ---------- | ----- |
| Сочі 2014 | Керлінг    | 2     |

## Зовнішні посилання
- Досьє на sport.references.com [Архівовано 27 квітня 2014 у Wayback Machine.]

| Kmjhksyscn | Це незавершена стаття про кьорлінґіста чи кьорлінґістку. Ви можете допомогти проєкту, виправивши або дописавши її. |